# Pécsi pálos templom
A pécsi pálos templom a modern magyar építészet egyik legszebb alkotása. A templom látványa a Mecsek déli oldalán a Hunyadi utca hegyre emelkedő utolsó kanyarjától meghatározó. Tömegével és hozzá lazán kapcsolódó tornyával a környék, meghatározó szervezőerejévé vált. A sokat idézett, fényképezett  templom a pálos szerzetesek számára épült a Mecsekoldal városrészben.

## Története
1928-ban pályázatot írtak ki Pécs belvárosának szabályozására. Az I. díjas pályamű alkotói Dőre Endre, Weichinger Károly és Kőszeghy Gyula voltak. Pályázatukban kitértek a Széchenyi tér kialakítására, az egyetemi centrum elhelyezésére, a Balokány sporttelepeire, a Mecsek villaövezetére, a magaslati kilátó útvonal terveire, melynek várossal kapcsolódó főútvonalánál, a Hunyadi útnál templomot képzeltek el. A városrendezési tervpályázat után Weichinger Károlyt bízták meg a tervezéssel, és Marsay (Márovits) Andort, az akkori idők legjobb építési vállalkozóját a kivitelezéssel. A Magyarországra 1934-ben érkező lengyel Zembrzuski Mihály atya és növendékei 1936-ban tették le az épület alapkövét. A jó ütemben folyó építkezés eredményeként 1937-ben Zichy Gyula kalocsai érsek, egykori pécsi püspök szentelte fel a templomot Szent Imre tiszteletére. Eredetileg négy harang függött itt, de a második világháború során két harangot elvittek. A nagy harangot 1938-ban Szent István halálának kilencszázadik évfordulójára, egyszersmind a templom felszentelésének tiszteletére öntötték.

## Jellemzői

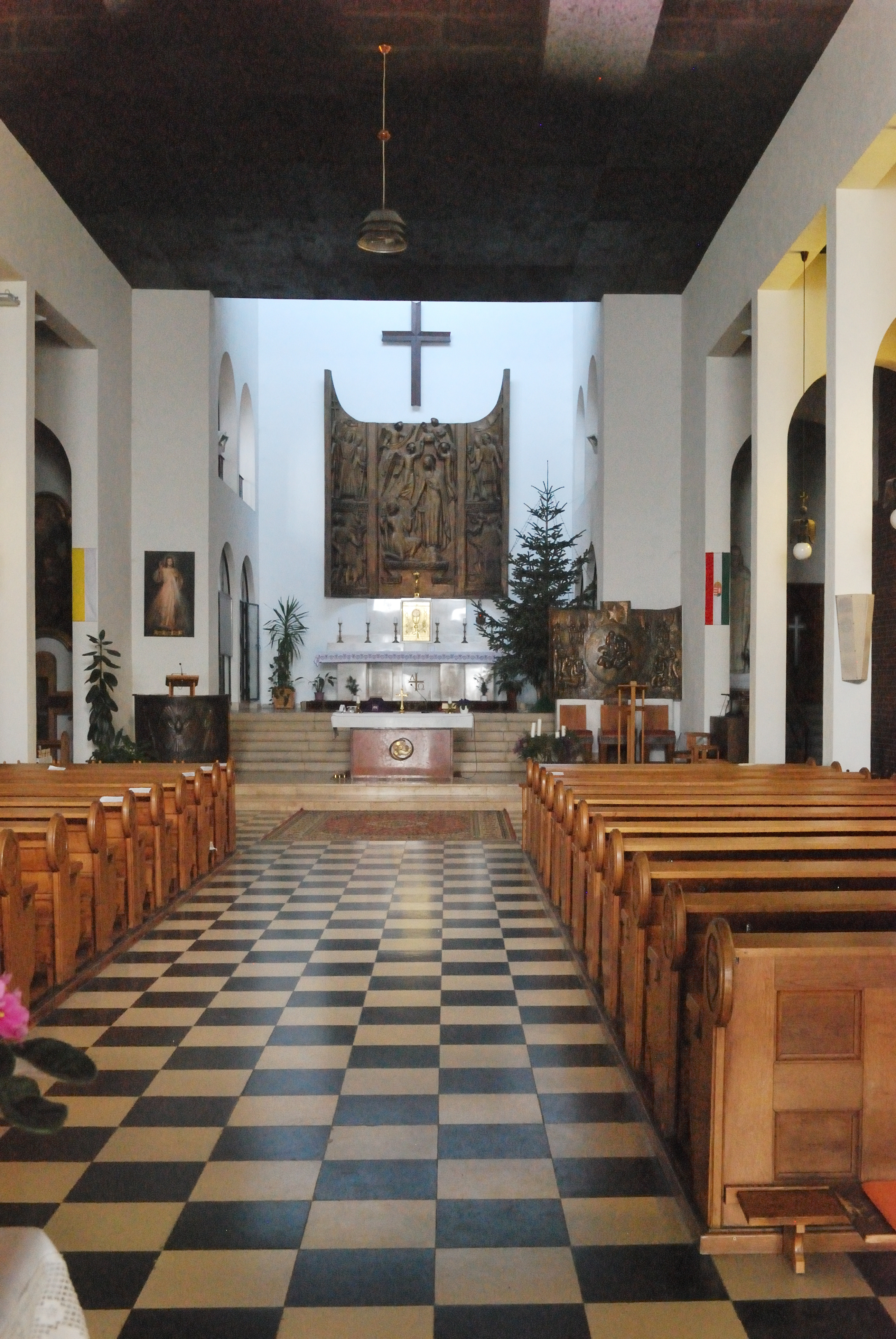
A templom belső tere

A templom hossza 40, szélessége 15 méter. A főhajó szélessége 8 méter. A templombelső terét a két oldalon elhelyezett árkádíves pillérsor három hajóra osztja. Az oldalfalak szépen fúgázott téglafalazatát harmonikusan egészíti ki a merőleges felületek vakolatának fehérsége. A hely adottságainak megfelelően a szentély északra néz, a bejárat délen van. Az épület leginkább hangsúlyos nézete a főhomlokzat. Széles lépcső vezet fel a templom főhomlokzatánál tágasabb előtérre, ahonnan az oldal irányok felé a templom oldalsó megközelítése is lehetővé válik. Keletre csupán egy, a párkány magasságát alig meghaladó méretű toronykezdemény van. Az egész templomra jellemző - a helyi dolomitos – terméskő burkolat szabálytalan hálómintázattal. A homlokzat síkját középen két, tengelyesen azonos szélességű nyílássor bontja meg. A bejáratként is szolgáló földszinti, keretezett árkádívek nagyobb magasságúak, mint a felettük elhelyezkedő négy félköríves ablak, amelyek a kórus és templomtér megvilágítását szolgálják. A tetősíkok találkozási pontjában, a homlokzat tengelyében található a kereszt. Nyugat felé három árkádíves nyílással egy irodai teremsort is magába foglaló csatlakozó épület köti össze a templom testét a toronnyal, amely huszonhat méterre magasodik a templom fölé.
A szépen fugázott terméskő falazatot mindkét oldalszárnyon négy-négy félköríves felülvilágító ablak bontja meg. A főhajó végén a szentély tere a főhajó szélességére szűkül le, magassága azonban meghaladja a főhajóét. A szentély megvilágításáról a déli irányba néző, felmagasított szentélytér ablakai gondoskodnak. A templombelső ugyan háromhajós, de a mellékhajók csak a hívek közlekedésére szolgálnak. A szentély főfalán, a fehér márvány főoltár fölött és egy rusztikus barna fakereszt alatt van Ohmann Béla 1938-ban készült nagyméretű domborműve, mely Szűz Máriának és a templom védőszentjének, Szent Imrének állít emléket.
A belső tér egységének meghatározó része az ugyancsak Ohmann Béla készítette henger alakú szószék, melynek bronz burkolata Boldog Özséb látomását örökíti meg. A bal oldali mellékhajó szentély  melletti végződésében az egykori Lyceum templomból származó – ismeretlen festő által készített – Remete Szent Pált ábrázoló barokk festmény van. Más helyekről származnak a templom, belső terében elhelyezkedő szobrok. A kígyóra lépő imádkozó Mária, valamint a gyermek Jézust tartó Szent Antal szobra. A templom oldalfalán Faragó Piroska, magyaregregyi művésznő keresztúti képei lettek elhelyezve. A jobb oldali mellékhajó végén lévő kis kápolna bejárata mellett áll Szent Júdás Tádé szobra. Ugyanebből a hajóból nyíló kis kápolnában kapott helyet a częstochowai Fekete Madonna kegyképének a másolata, melyet az 1934-ben visszatelepülő pálosok hoztak magukkal Lengyelországból.
A templom előtti téren áll az 1948-ban felszentelt, Máriát mint a világ Királynőjét ábrázoló fehér kerámiaszobor, melyet a Zsolnay porcelángyár tervezője, Sinkó András készített.

## Kapcsolódó szócikkek

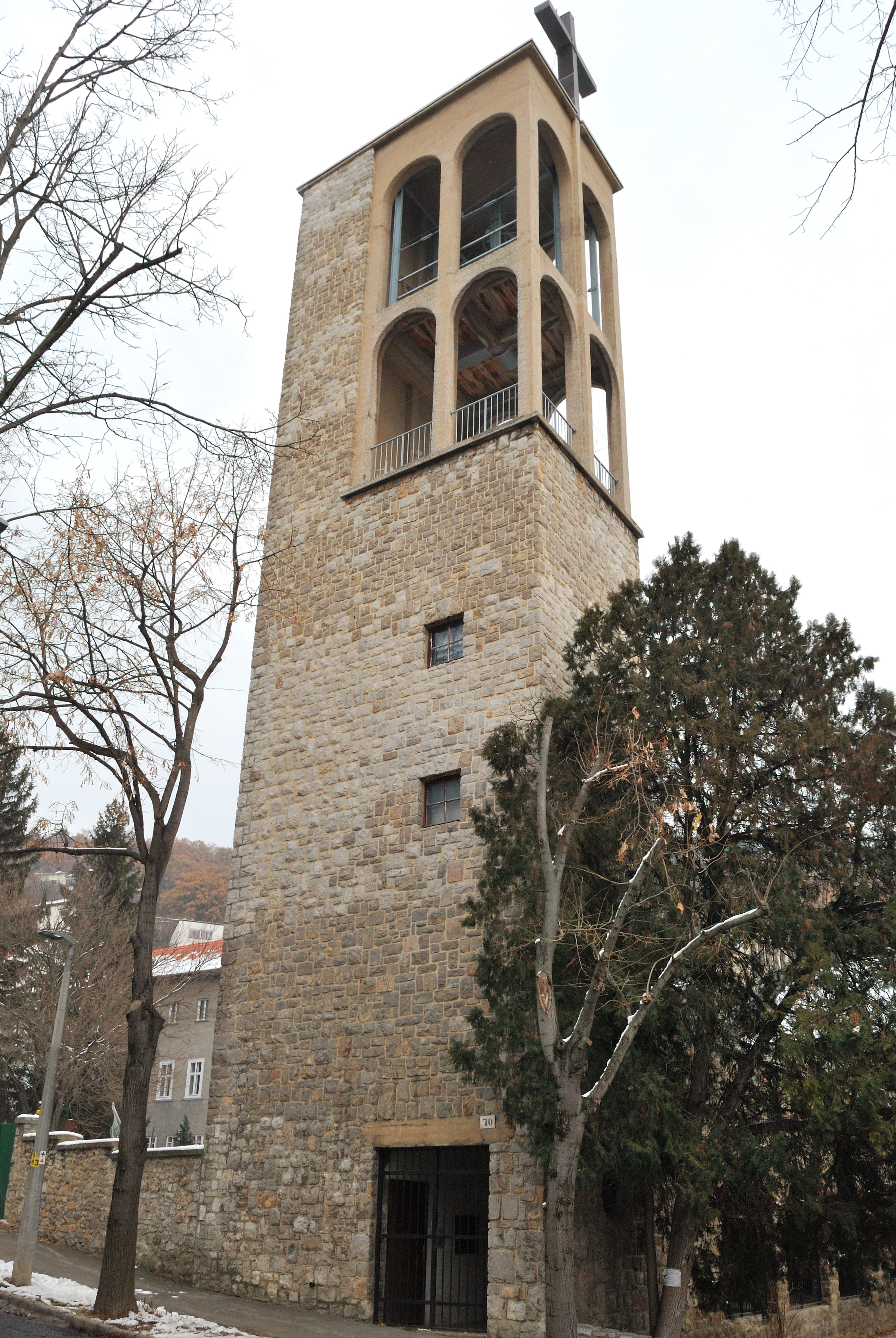
Harangtorony